# Herbert Golser
Herbert Golser (* 25. März 1960 in Golling an der Salzach in Land Salzburg) ist ein österreichischer Bildhauer und Installationskünstler.

## Leben

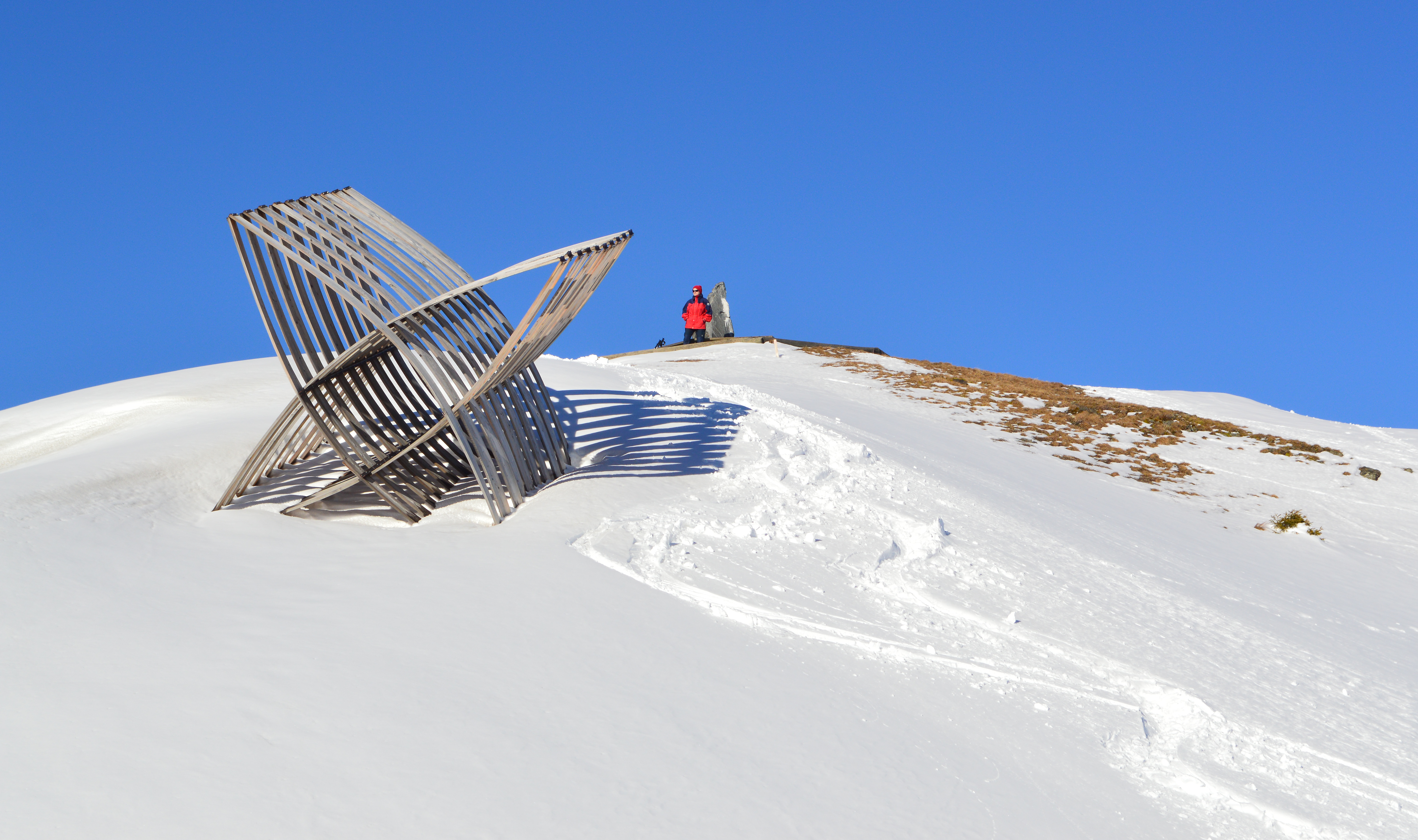
Schneefalle (2015) 1998 auf der Schmittenhöhe

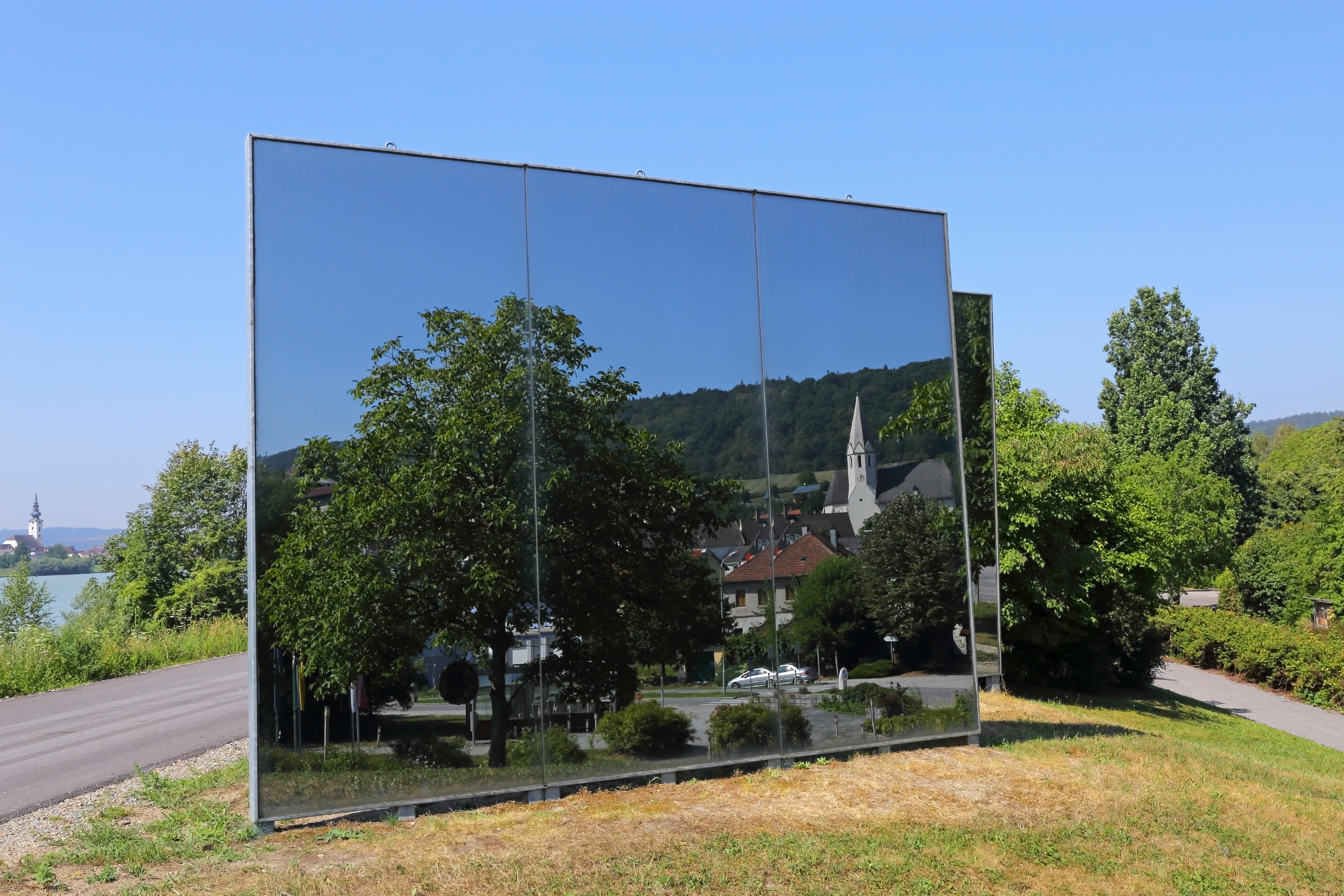
Zwei Spiegelwände (2015) 1999 in Klein-Pöchlarn

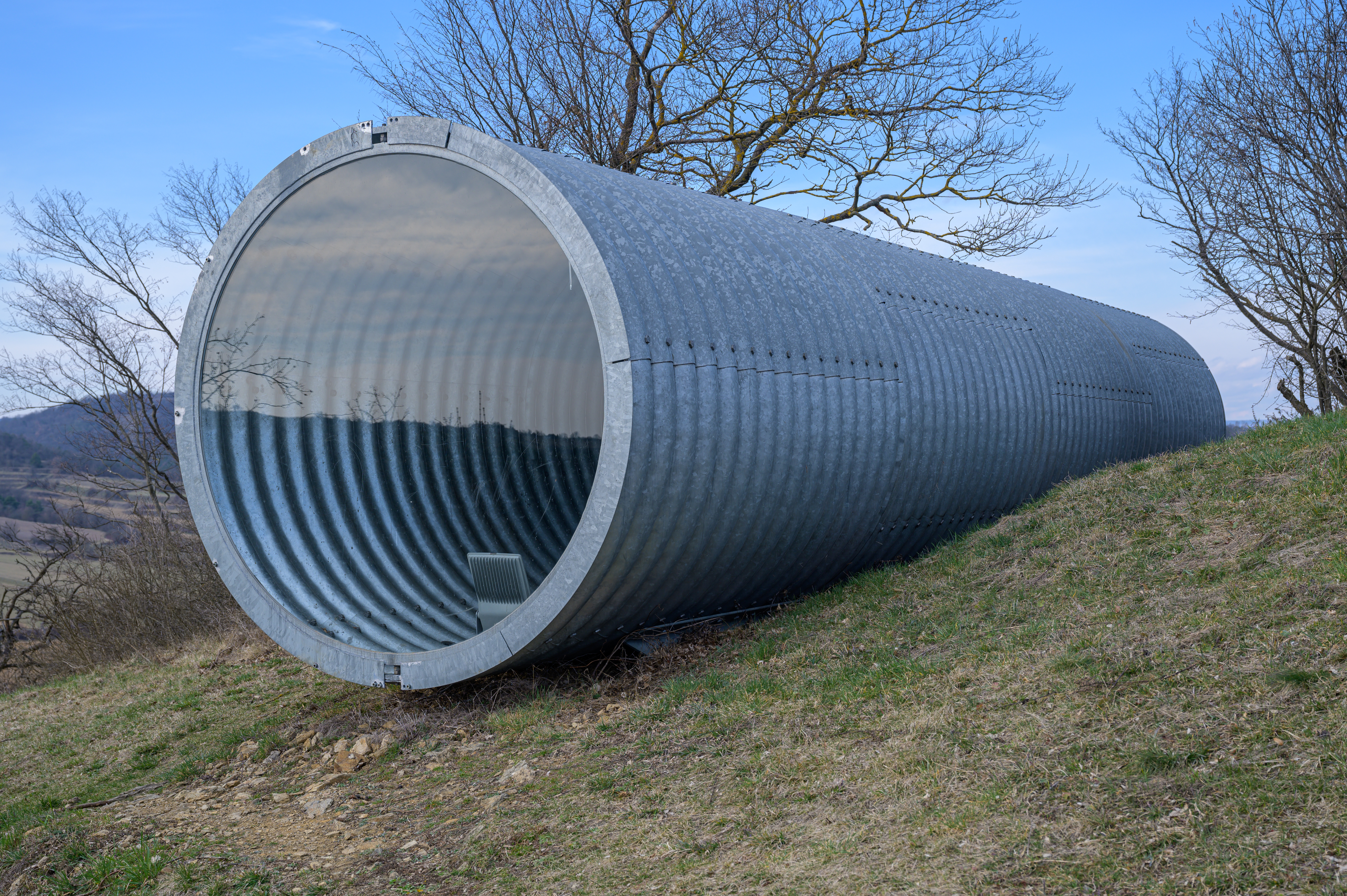
Mondrohr (2023) 2013 in Schönberg am Kamp

Nach seiner Schulzeit machte Herbert Golser eine Elektromaschinenbaulehre. Von 1982 bis 1985 besuchte er die Bildhauerschule Hallein beim Bildhauer Bernhard Prähauser. 1988 begann er ein Studium an der Universität für angewandte Kunst Wien und wechselte 1989 zur Akademie der bildenden Künste Wien bei Bruno Gironcoli und schloss 1993 das Studium mit ausgezeichnetem Erfolg ab.
Herbert Golser war von 2015 bis 2017 Lektor am Institut für Kunst und Gestaltung an der TU Wien.
Golser nutzt für seine Skulpturen Holz, Steine sowie Metalle.
Golser lebt und arbeitet in Klein-Pöchlarn in Niederösterreich.

## Einzelausstellungen (Auswahl)
- 1991: „Bildhauereiarbeiten“,  Keltenmuseum Hallein
- 1996: „Flusssteinreihen“ Kunst im Traklhaus, Salzburg
- 1997: „Flusssteinreihen“ 1Blick. Kunst im Vorhaus, Hallein[2]
- 2000: „Aus dem Fluss – Überfluss“ Eiskeller Loosdorf, Niederösterreich
- 2006: „Schnitte in Bewegung“ Kuenburggewölbe. Burg Hohenwerfen, Salzburg
- 2007: Galerie Golub Art & Design Space Wien
- 2007: „Wert der Dinge“, 1Blick. Kunst im Vorhaus, Hallein
- 2008: Galerie im Stift Millstatt, Kärnten
- 2009: Galerie Göttlicher Krems, Niederösterreich
- 2013: „Zwischenblühen“ Galerie Frey, Wien
- 2014: Soloprojekt, Kunstmesse Basel, Schweiz
- 2015: „quivering solidity“ Gallery Rosenfeld Porcini, London
- 2015: „Movement in Space“, Austrian Cultural Forum, London
- 2016: „fragile“ Lignorana Holzmuseum Riedau, Oberösterreich
- 2016: „Kunst und Wald“, Griessner Stadl, Predlitz, Steiermark
- 2017: „beziehungsweise“, Kunstwerkstätte Tulln, zusammen mit Elke Halbmayer, Niederösterreich
- 2020: „Materialgeflüster“, Bildraum Bodensee, Bregenz, Vorarlberg
- 2021: „Stein+Seele“, 1Blick. Kunst im Vorhaus, Hallein

## Werke im öffentlichen Raum
1998    „Spiegelobjekt“, Am Dammkronenweg, Klein-Pöchlarn, Niederösterreich
„Landschaftspölster“ Reinsberg, Niederösterreich
„Schneefalle“, Schmittenhöhe, Zell am See, Salzburg
1999    „Stein  + Nichtstein“ Nationalpark Hohentauern, Großglockner Hochalpenstraße, Salzburg
2000    „Dreriklanggeräusche“, Lana, Südtirol, Italien
2001    „Hirschfang“, Areit, Zell am See, Salzburg
           „Hörner“, Riffelsattel, Ötscher Lackenhof, Niederösterreich
2002    „Erdreich“, Dobratsch, Villach, Kärnten
2004    „Übergänge-Prechody, Wasser und Erde“, Gmünd, Kärnten
2005    „Gailspitz“, Vom Fluss zum See, Skulpturen durchs Krastal, Kärnten
           „Collector“, Kunst in der Natur Wachtberg, Gars am Kamp, Niederösterreich
2006    „Erdreich – Waldreich – Schneereich“, Zell am See, Salzburg
           „Schneewittchens Sarg“, Schloss Greilenstein, Niederösterreich
           „blop-01“, Kunst in der Natur Wachtberg, Gars am Kamp, Niederösterreich
           „Entwertet“, traktor-day, Gmünd, Kärnten
2007    „Seismografic sculpture“ Guatemala-Stadt
2008    „Opferholz“, Bad Goisern, Oberösterreich
2009    „Seephon“,  Millstatt, Kärnten
„Auf dem Weg zurück zur Walze“ mit Martina Pruzina, Gemeinde Weinburg, Niederösterreich
           „Rotationsformation“, Herrnbaumgarten, Niederösterreich
2011    Kirchenraumgestaltung, Kirche Loosdorf, Niederösterreich
2013    „Mondrohr“, Schönberg im Kamptal, Niederösterreich
2014    „Spazierklangwindmaschine“, temporäre Skulptureninstallation an der Donau, Klein-Pöchlarn, Niederösterreich
2017    „Von der Welle zur Walze“, Gemeinde Weinburg, Niederösterreich
2019    „wir gehen weiter“, Skulpturengarten Lana, Südtirol, Italien

## Stipendien und Preise
- 1983: Stipendium des Landes Salzburg[1]
- 1993: Würdigungspreis des Bundesministeriums für Unterricht und Kunst[1]
- 1996: Georg-Trakl-Förderpreis des Landes Salzburg[1]
- 2000: 1. Preis der ARGE Donauländer, Entwurf für einen Award[1]
- 2007: Altarraumgestaltung der Krypta in St. Margareten 1. Preis, nicht ausgeführt[1]
- 2008: Theodor Körner Preis[1]
- 2009: Altarraumgestaltung der Pfarrkirche Loosdorf 1. Preis[1]
- 2010: Auslandsstipendium des Landes Salzburg, Tenno
- 2014: Artist in Residence, Fundacion Torre Pujales, Corme, Galizien, Spanien
- 2013: Kunstpreis der Stadt Pöchlarn 1. Preis[1]
- 2014: Artist in Residence, Maltator, Gmünd

## Werke in öffentlichen Sammlungen
- Sammlung Würth, Künzelsau
- Artothek des Bundes
- Landesmuseum Niederösterreich
- Land Salzburg
- Sammlung des Salzburg Museum